# ツルヤ食料品研究所
ツルヤ食料品研究所（ツルヤしょくりょうひんけんきゅうしょ）は、かつて、兵庫県神戸市兵庫区兵庫町2丁目に存在した清涼飲料水メーカーで、昭和後期から平成初期にかけて神戸市兵庫区と長田区に合わせて十数社存在した地場小規模飲料水メーカーの一つである。

## 来歴
1954年に上田豊が製菓店として創業。のち有限会社として法人化し、主力商品はソーダ水や瓶詰ぜんざい、ノンアルコールの甘酒など。同社の瓶の王冠には「矢をくわえた鶴」マークがデザインされていた。上田の出身地徳島の浄瑠璃「順礼お鶴」にちなんだものといわれる。
1960年代前半、当時としては珍しい果汁入り清涼飲料水「ネーポン」の製造を開始した。1965年6月、本社事務所・工場とマンションを兼ねた「ツルヤビル」を建設。大阪市や神戸市の喫茶店、銭湯、競艇場などを販路とし、1970年代は経営者家族を含む約10人が生産や販売に従事した。
1990年代にはテレビ番組でネーポンが紹介されたことで全国的に知られたが、1995年の阪神・淡路大震災の影響で地域の飲食店などの廃業が相次ぎ、取引先は十分の一に激減した。翌1996年に二代目の上田裕久が没し、妻の上田安子が1人で生産を受け継いだ。インターネット販売も行ったが、レトログッズとして持ち帰られたために不足した瓶を新たに補充する経営的な余力がなく、体力的な理由も重なって2007年2月に廃業した。本社ビルは老朽化にともない2015年に解体され、跡地はマンションや分譲宅地などに転用された。
映画「ALWAYS 三丁目の夕日」（2005年、東宝）やテレビドラマ「東京タワー ～オカンとボクと、時々、オトン～」（2006年、フジテレビ）では、小道具調達に協力した三重県伊賀市の骨董店の依頼で、同社が作品の時代に合わせて特別に製造した各種の瓶入り清涼飲料水が撮影に使われた。

## 商品

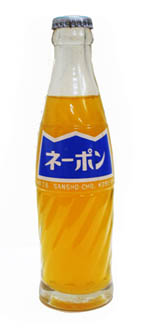
ネーポン

### 果汁飲料
- ネーポン
- ミス・パレード
- ストロベリーレディー
- オレンジキューティスター
- ハッピーライクメロン
- スーパースターレモン
- カラーオブパイン

### 無果汁飲料
- アップル（みかん水） - 神戸市内の同業各社ではみかん水を「アップル」の商品名で製造販売していた。現在は兵庫鉱泉所（長田区菅原通1丁目）製「アップル」が唯一のみかん水商品。

### 炭酸飲料
- ラムネ
- レモネード
- シャンペン

### その他の飲料
- ツルヤ飴
- 銀座あま酒(瓶詰甘酒。米炊きから行う手作りで瓶詰めまで2日を要した[2])
- 瓶詰めぜんざい(「元祖田舎ぜんざい」)

### ネーポンギフトセット
ネーポン人気を受けて末期に取り扱っていた同社商品のセット。
- ネーポン2本
- ミス・パレード2本（ネーポン充填のミス・パレード瓶）
- ツルヤ飴2本
- 銀座あま酒2本
- 瓶詰めぜんざい2本
- ネーポンのポスター
- 商品説明書

## 関連事項
- ネーポン